# Тентекская (шахта)
Шахта «Тентекская» — угледобывающее предприятие в г. Шахтинск Карагандинской области Казахстана. Входит в состав угольного департамента АО «Арселор Миттал Темиртау».
Сдана в эксплуатацию в 1979 году. Название получила по речке Тентек протекавшей рядом. Имела также номерное название, иногда упоминается как «восьмая» шахта.

## Технические характеристики
Поле шахты «Тентекская» находится в северо-восточной части Тентекского угленосного района Карагандинского бассейна, в 50 км к западу от г. Караганды. Размеры поля составляют: по простиранию 3400-4400 м, по падению 2200-3200 м.
В пределах границ шахтного поля залегают 10 пластов «Тентекской» и «Долинской» свит, которые по степени сближённости делятся на 4 группы:
- 1 группа — пласты «Тентекской» свиты Т3 и Т1
- 2 группа — пласты «Долинской» свиты Д11, Д10, Д9
- 3 группа — пласты «Долинской» свиты Д7 и Д6
- 4 группа — пласты «Долинской» свиты Д5,Д4 и Д1.

Крупные разрывные нарушения — Шаханский взбросо-сдвиг (Н=40-430), взброс 14(Н=20-250) и взброс 5 (Н=10-65) разделяют поле на три блока: Северный, Центральный и Южный.
Шахта отнесена к опасной по внезапным выбросам угля и газа и взрывчатости угольной пыли, пласт Д6 склонен к самовозгоранию.
Поле шахты вскрыто четырьмя вертикальными стволами, северным шурфом № 2, главным наклонным стволом и капитальными квершлагами на горизонтах +125 м и +280 м. 

Воздухоподающий, клетевой и скипо-клетевой стволы пройдены до основного
горизонта(+125 м) и служат для спуска-подъёма людей и выполнения вспомогательных операций. По клетевому и воздухоподающему стволам подаётся в шахту свежий воздух. По скипо-клетевому стволу осуществляется выдача на поверхность породы.
Шахта «Тентекская» проветривается тремя вентиляторами главного проветривания. Протяжённость действующих горных выработок составляет 59,4 км. 

В настоящее время на шахте применяется система разработки длинными столбами по простиранию с отработкой пластов по бесцеликовой технологии выемки. 

Балансовые запасы по шахте на 01.01.2009 г. составляют 213 012 тыс. тонн.
Промышленные запасы в угольных пачках на 01.01.2009 г. составляют 136 554 тыс. тонн. 

Отработка пласта Д6 в настоящее время ведётся на глубине 500 м и, в дальнейшем, до глубины 800 м.
Очистное оборудование: механизированный комплекс 2ОКП-70К, главный конвейер 2ОКП-34, очистной комбайн SL-300, транспортирование угля осуществляется конвейерами 2ЛКР-1000, 3ЛКР-1000, 1Л100К, 2ЛТ-1000. 

Горнопроходческое оборудование: проходческий комбайн КСП-32, 1ГПКС. Транспортирование горной массы осуществляется ленточными конвейерами 1Л-80.
Выдача угля по наклонному стволу. Остальные: породный, вентиляционные, людские — вертикальные. Отрабатывает пласт Д6, коксующийся уголь марки КЖ. Рекорд был установлен несколько лет назад — 420 тыс. тонн угля за месяц.
Протяженность действующих горных выработок составляет 61 км. 

Добываемые марки угля — КЖ, К, Ж. 

Отрабатываемые пласты — Т1, Т3, Д10, Д9, Д7, Д6, Д5, Д4, Д1. 

Объёмы добычи угля в 2010 году составили 909,9 тыс. тонн.

## Аварии
- 2 июня 2008 года — внезапный выброс угля и газа[2] в конвейерном штреке 193Дб, погибло 5 человек[3][4].
- 28 июня 2009 года — внезапный выброс угля и газа в конвейерном штреке 193ДбЮ, погибло 3 человека[5].